# Siphonolabrum langi
Siphonolabrum langi is een naaldkreeftjessoort uit de familie van de Anarthruridae. De wetenschappelijke naam van de soort is voor het eerst geldig gepubliceerd in 1981 door Kudinova-Pasternak.